# Sarah Bakewell
Sarah Bakewell (n. 1962/63, Bournemouth, Anglia) este o autoare engleză.

## Biografie
Bakewell a făcut la vârsta de cinci ani, împreună cu părinții ei o excursie în întreaga lume. După doi ani excursia s-a încheiat în Sydney, New South Wales, Australia. Acolo, tatăl ei a lucrat ca librar și mama ei ca bibliotecară. Cea de a doua parte a călătoriei au încheiat-o ca backpacker prin Pacific și America.
Bakewell a studiat la Universitatea din Essex, a lucrat ani de zile în librării și a început la începutul anilor 1990 ca un curator la Wellcome Library din Londra.
Bakewell trăiește în Clapham, în sudul Londrei și lucrează din când în când pentru National Trust.

## Premii și distincții
- 2010: premiul britanic Duff Cooper Prize pentru How to Live: A Life of Montaigne in One Question and Twenty Attempts at an Answer.
- 2011: premiul american National Book Critics Circle Award pentru How to Live: A Life of Montaigne in One Question and Twenty Attempts at an Answer.

## Scrieri
- 1994: A bibliography of Joannes Sambucus (1531–1584). Department of Library, Archive and Information Studies, London.
- 2001: The Smart: The true Story of Margaret Caroline Rudd and the Unfortunate Perreau Brothers. Chatto & Windus, London 2001, ISBN 0-70117109X. Vintage Books, London 2002.
- 2005: The English Dane. Chatto & Windus, London. Vintage Books, London 2006, ISBN 978-0-09-943806-9.
- 2010: How To Live or A Life of Montaigne in One Question and Twenty Attempts at an Answer, Chatto & Windus, London, Vintage Books 2011, ISBN 978-0-09-948515-5.
- At the Existentialist: Café Freedom, Being and Apricot Cocktails. London : Chatto & Windus, 2016